# 淮南郡
淮南郡（わいなん-ぐん）は、中国にかつて存在した郡。三国時代から隋代にかけて、現在の安徽省中部に設置された。

## 概要
秦のときに置かれた九江郡を前身とする。251年（魏の嘉平3年）、九江郡を改めて淮南郡が立てられた。淮南郡は揚州に属し、郡治は寿春県に置かれた。
晋のとき、淮南郡は寿春・成徳・下蔡・義成・西曲陽・平阿・歴陽・全椒・阜陵・鍾離・合肥・逡遒・陰陵・当塗・東城・烏江の16県を管轄した。
東晋の孝武帝の太元年間、淮南郡の地に南梁郡が僑置された。安帝のときに徐州に転属した。421年（南朝宋の永初2年）、南豫州に転属した。462年（大明6年）、南梁郡は淮南郡と改称され、西豫州に属した。464年（大明8年）、再び南梁郡が設置され、南豫州に属した。南梁郡は睢陽・蒙・虞・穀熟・陳・義寧・新汲・崇義・寧陵の9県を管轄した。
北魏のとき、淮南郡は揚州に属し、寿春・汝陰・西宋の3県を管轄した。
583年（開皇3年）、隋が郡制を廃すると、淮南郡は廃止されて、揚州に編入された。589年（開皇9年）、寿州と改称された。607年（大業3年）に州が廃止されて郡が置かれると、寿州が淮南郡と改称された。隋の淮南郡は寿春・安豊・霍丘・長平の4県を管轄した。
620年（武徳3年）、唐が杜伏威を平定すると、淮南郡は寿州と改められた。

## 僑置淮南郡

### 当塗の淮南郡
本節では、現在の安徽省当塗県に設置された淮南郡について述べる。東晋の成帝のとき、蘇峻・祖約の乱で江北の地が乱れると、江南に淮南郡が僑置された。462年（大明6年）、この淮南郡は宣城郡に併合されて、ひとたび廃止された。464年（大明8年）、再び淮南郡が設置され、南豫州に属した。467年（泰始3年）、揚州に属した。淮南郡は于湖・当塗・繁昌・襄垣・定陵・逡遒の6県を管轄した。南朝斉のとき、淮南郡は南豫州に属し、于湖・繁昌・当塗・逡遒・定陵・襄垣の6県を管轄した。589年（開皇9年）、隋が南朝陳を滅ぼすと、淮南郡は廃止された。

### 司州の淮南郡
南朝斉のとき、淮南郡は司州に属し、閣口・平氏の2県を管轄した。

### 霍州の淮南郡
東魏のとき、淮南郡は霍州に属し、淮南・新興・清河の3県を管轄した。